# Daphnia lumholtzi
Daphnia lumholtzi är en kräftdjursart som beskrevs av Georg Ossian Sars 1885. Daphnia lumholtzi ingår i släktet Daphnia och familjen Daphniidae. Inga underarter finns listade i Catalogue of Life.